# مذكرات طالب (سلسلة)
مذكرات طالب أو يوميات الفتى الجبان (بالإنجليزية: Diary of a Wimpy Kid) هي سلسلة من سبعة عشر رواية ألفها الكاتب الأمريكي جيف كيني. تحكي الروايات عن الفتى غريغ هيفلي الذي يكتب يومياته المدرسية ومغامراته مع أصدقائه وعائلته وتفاصيل حياته اليومية المضحكة. ومنذ إصدار القصة على الإنترنت في 2004 نالت استحساناً من النقّاد وشعبية كبيرة بين القرّاء في جميع أنحاء العالم مما دفع جيف لإصدار نُسخة مطبوعة من الفتى الضعيف في 2007. وقد صدر فيلم يحمل نفس الاسم ومبني على الرواية الأولى في 2010 ثم تبعه جزء ثاني وثالث في 2011 و2012. كما أن موقع بوبتروبيكا الخاص بالأطفال يضم جزيرتين تُدعيان بـ«Wimpy Wonderland و Wimpy Boardwalk» حيث نجد هناك شخصيات سلسلة مذكرات طالب في عالمه الخيالي.

## نظرة تاريخية للسلسلة
نشأت مذكرات طالب في 1998 عندما واتت جيف كيني الفكرة عن فتى في المدرسة المتوسطة يدعي غريغ هيفلي يحكي ويكتب عن حياته الشخصية. قام بعد ذلك موقع FunBrain بالاشتراك مع جيف بإصدار القصة على الموقع في 2004 واستمرت الإصدارات اليومية بالتوالي حتى يونيو 2005. ثم صدر الكتاب نُسخة إلكترونية ولقي نجاحاً وقرأه أكثر من 20 مليون قارئ في 2007. وقد طلب العديد من القرّاء نُسخة مطبوعة من الكتابة، إلى أن وافق جيف على نشره في 2007. وحتى اللحظة، تم إصدار إحدى عشر كتاباً، تسعة منها تروي قصة غريغ والاثنين الباقيين كتب نشاط، كما تم إصدار 3 أفلام مبنية على الروايات الأربع الأولى. وفي 2009، وُضِعَ اسم جيف كيني كأحد أكثر الأشخاص تأثيراً في العالم في مجلة التايم.

## الإصدارات

### قائمة الروايات
| #  | العنوان الأصلي       | عنوان الترجمة      | تاريخ الإصدار الأصلي | تاريخ إصدار الترجمة | ردمك (النُسخة الإنجليزية) | ردمك (النُسخة العربيّة) |
| -- | -------------------- | ------------------ | -------------------- | ------------------- | ------------------------ | --------------------- |
| 1  | Diary of a Wimpy Kid | مذكرات طالب        | 1 أبريل 2007         | 14 ديسمبر 2010      | 978-0-8109-9313-6        | 9786140101630         |
| 2  | Rodrick Rules        | قوانين الأخ الأكبر | 1 فبراير 2008        | 19 يوليو 2012       | 978-0-8109-9473-7        | 9786140105164         |
| 3  | The Last Straw       | القشة الأخيرة      | 13 يناير 2009        | 19 سبتمبر 2014      | 978-0-8109-7068-7        | 9786140112773         |
| 4  | Dog Days             | أيام الكلاب        | 12 أكتوبر 2009       | 19 سبتمبر 2014      | 978-0-8109-8391-5        | 9786140112964         |
| 5  | The Ugly Truth       | الحقيقة المرة      | 9 نوفمبر 2010        | 2 أغسطس 2012        | 978-0-8109-8491-2        | 9786140105089         |
| 6  | Cabin Fever          | جنون المنزل        | 15 نوفمبر 2011       | 13 يناير 2016       | 978-1-4197-0223-5        | 9786140117563         |
| 7  | The Third Wheel      | العجلة الثالثة     | 13 نوفمبر 2012       | 3 مايو 2016         | 978-1-4197-0584-7        | 9786140118683         |
| 8  | Hard Luck            | الحظ العاثر        | 5 نوفمبر 2013        | 31 يوليو 2017       | 978-1-4197-1132-9        | 9786140122758         |
| 9  | The Long Haul        | الرحلة الشاقة      | 4 نوفمبر 2014        | 3 أغسطس 2017        | 978-1-4197-1189-3        | 9786140122925         |
| 10 | Old School           | أيام زمان          | 3 نوفمبر 2015        | 6 أبريل 2018        | 978-1-4197-1701-7        | 9786140124974         |
| 11 | Double Down          | الخطة الفاشلة      | 1 نوفمبر 2016        | 29 مارس 2018        | 978-1-4197-2344-5        | 9786140124967         |
| 12 | The Getaway          | رحلة الأحلام       | 7 نوفمبر 2017        | 21 سبتمبر 2018      | 978-1-4197-2545-6        | 9786140126107         |
| 13 | The Meltdown         | الحرب الباردة      | 30 أكتوبر 2018       | 16 نوفمبر 2018      | 978-1-4197-2743-6        | 9786140126473         |
| 14 | Wrecking Ball        | كرة الدمار         | 5 نوفمبر 2019        | 26 ديسمبر 2019      | 978-0241396636           | 9786140129764         |
| 15 | The Deep End         | في القاع           | 27 أكتوبر 2020       | 4 نوفمبر 2020       | 978-1419748684           | 9786140131507         |
| 16 | Big Shot             | السلة الحاسمة      | 26 أكتوبر 2021       | 14 ديسمبر 2021      | 978-1419749155           | 9786140133747         |
| 17 | Diper Överlöde       | الحيفاض المومتلئ   | 25 أكتوبر 2022       | 15 نوفمبر 2022      | 978-1419762949           | 9786140112995         |
| 18 | No Brainer           | بلا تفكير          | 24 أكتوبر 2023       | 1 يانير 2024        | 978-1-4197-6694-7        | 9786140134324         |
| 19 | Hot Mess             | فوضى ساخنة         | 22 أكتوبر 2024       | (غير معروف)         | 978-1419766954           | (غير معروف)           |

### كتب تكميلية
- مذكرات طالب: بقلمك أنت صدر في الكتاب الثاني والثالث، وهو كتاب فارغ لتشجيع القرّاء على كتابة يومياتهم.
- مذكرات طالب: بقلمك أنت (نسخة موسّعة) صدر قبل «جنون المنزل» وهو كسابقه ولكن مع زيادة 60 صفحة.
- مذكرات طالب الفلميّة : يحوي الكتاب لقطات من الفيلم ورسوم توضيحية حول صناعة الأفلام.
- مذكرات طالب الفلميّة: قواعد رودريك مثل سابقه، يحوي لقطات من الفيلم الثاني ورسوم توضيحية.
- مذكرات طالب الفلميّة: أيام الكلب أيضاً يحوي هذا الكتاب لقطات من الفيلم الثالث ورسوم توضيحية وطريقة صناعة الفيلم.

### كتب منبثقة
تم إصدار كتابين منفصلين، كُتبت جميعها من منظور رولي. أولهما، يوميات طفل ودود رائع: رولي جيفرسون جورنال، صدر في 9 أبريل 2019 وهو عبارة عن سلسلة من الحكايات حول صداقة جريج ورولي. أما الكتاب الثاني هو رولي جيفرسون: مغامرة لطيفة رائعة، تمت كتابته بأسلوب مغامرة خيالية وتم إصداره في 4 أغسطس 2020. كان تاريخ الإصدار الأصلي للكتاب هو 7 أبريل 2020،  ولكن تم تأجيله بسبب جائحة COVID-19. تم إصدار قصص رولي جيفرسون المخيفة اللطيفة الرائعة في 16 مارس 2021.

### كتب صوتية
جميع كُتب السلسلة تم إصدارها صوتياً باللغة الإنجليزيّة بصوت رامون دي أوكامبو وقام موقع Audible.com بتوزيعها.
1. مذكرات طالب (1 أبريل 2007)
2. مذكرات طالب: قواعد رودريك (1 فبراير 2008)
3. مذكرات طالب: القشة الأخيرة (13 يناير 2009)
4. مذكرات طالب: أيام الكلب (12 أكتوبر 2009)
5. مذكرات طالب: الحقيقة المرة (9 نوفمبر 2010)
6. مذكرات طالب: أيام زمان (15 نوفمبر 2011)
7. مذكرات طالب: العجلة الثالثة (13 نوفمبر 2012)
8. مذكرات طالب: الحظ العاثر (5 نوفمبر 2013)
9. مذكرات طالب: الرحلة الشاقة (4 نوفمبر 2014)

## الشخصيات الرئيسية
- غريغ هيفلي: وهو الفتى الجبان الذي يروي قصته ويومياته في المدرسة.
- راولي جيفرسون: صديق غريغ وأفضل صديق له، ولديه صديقة تُدعى أبيغل براون.
- رودريك هيفلي: وهو الشقيق الأكبر لغريغ ودائماً ما يُحاول إزعاجه.
- ماني هيفلي: الشقيق الأصغر لغريغ الذي لا يسكت أبداً.
- سوزان هيفلي: والدة غريغ.
- فرانك هيفلي: والد غريغ.
- فريغلي: الجار الغريب وزميل غريغ في الصف.
- شيراغ غوبتا: صديق غريغ في المدرسة.
- هولي هيلز:دائما مايحاول غريغ التقرب منها لكن جميع المحاولات تفشل.

## الجوائز والترشيحات
| الجائزة                                                  | الفئة         | النتيجة |
| -------------------------------------------------------- | ------------- | ------- |
| الكتاب الأكثر مبيعاً في صحيفة نيويورك تايمز (الأسبوع 114) |               | فوز     |
| جائزة اختيار القرّاء الأطفال في نيكيلوديان 2008           | الكتاب المفضل | فوز     |
| جائزة اختيار القرّاء الأطفال في نيكيلوديان 2009           | الكتاب المفضل | رُشِّح     |
| ALA Notable Book                                         |               | فوز     |
| جائزة اختيار القرّاء الأطفال في نيكيلوديان 2010           | الكتاب المفضل | فوز     |
| جائزة أفضل الكتب تفضيلاً حول العالم 2010                  |               | فوز     |
| جائزة اختيار القرّاء الأطفال في نيكيلوديان 2011           | الكتاب المفضل | فوز     |
| جائزة اختيار القرّاء الأطفال في نيكيلوديان 2012           | الكتاب المفضل | فوز     |
| جائزة اختيار القرّاء الأطفال في نيكيلوديان 2013           | الكتاب المفضل | رُشِّح     |
| جائزة اختيار القرّاء الأطفال في نيكيلوديان 2014           | الكتاب المفضل | فوز     |

## روابط خارجية
- مذكرات طالب على موقع ميوزك برينز (الإنجليزية)